# Obstétrique dans l'Égypte antique
 (février 2013).

Chaque médecin de l'Égypte antique avait une spécialité. L'historien grec Hérodote rapporte d'un voyage en Égypte : 
« Chaque médecin soigne une maladie, non plusieurs ; les uns sont médecins pour les yeux, d'autres pour la tête, pour les dents, pour la région abdominale, pour la gynécologie, ou pour les maladies de localisation incertaine. »

## Origine de l'obstétrique

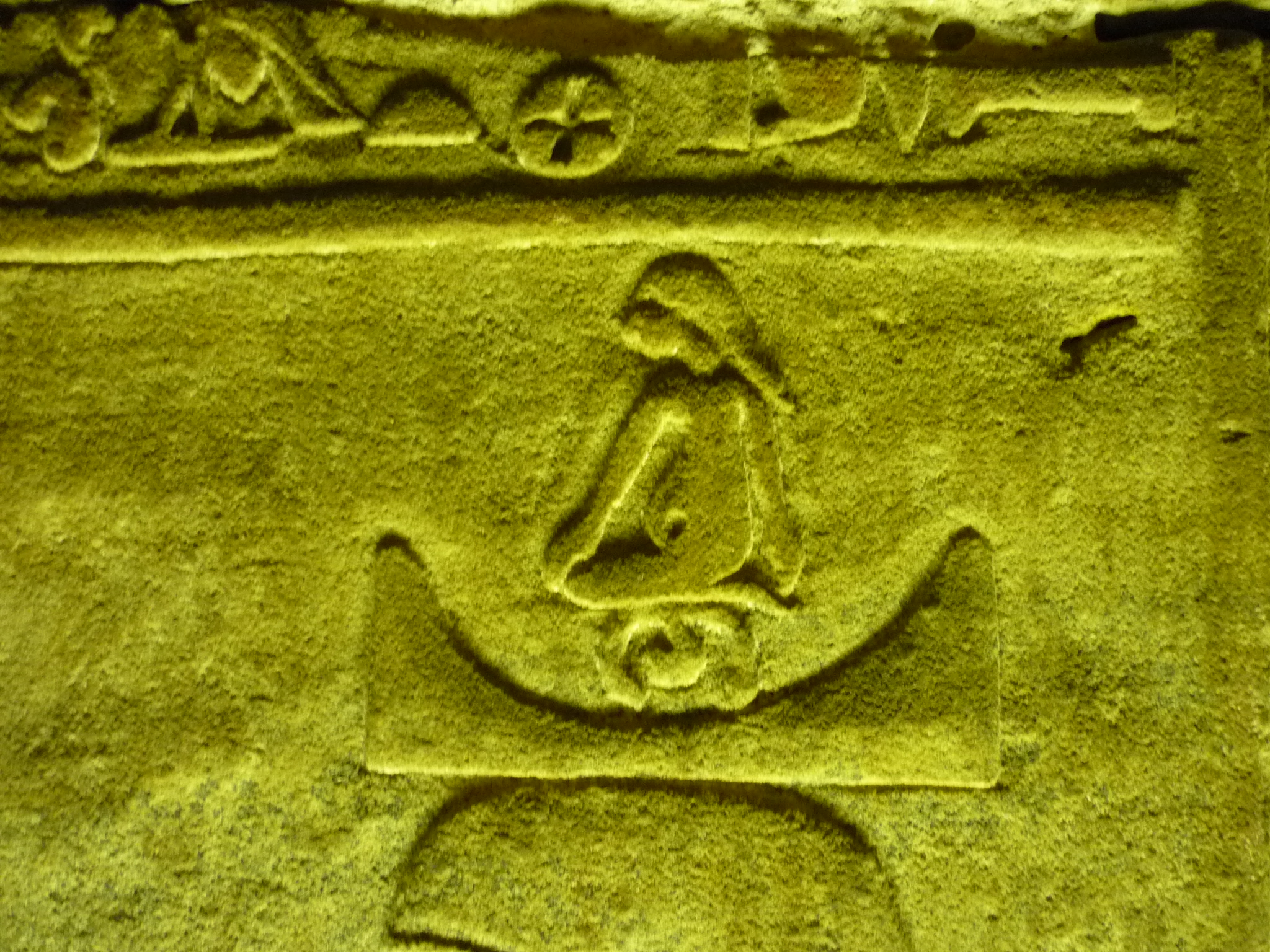
Bas-relief d'un accouchement dans la salle du Trésor, temple d'Edfou, Égypte.

Min est le dieu de la fertilité. Taouret, déesse au corps hybride, mi-hippopotame, mi-crocodile, aux pattes de lion, protège la mère et l'enfant lors des accouchements. Elle est censée effaroucher les esprits qui auraient pu nuire à l'enfant. Elle est souvent accompagnée du dieu nain Bès, qui a la même fonction.

On fait appel à la déesse Hathor, déesse de la maternité et de la fertilité pour venir en aide à l'enfant et à la mère, par des incantations : 
« Placer de l'orge et du blé dans deux sacs de toile avec du sable et des dattes ; uriner dessus chaque jour ; si l'orge et le blé germent, elle enfantera ; si c'est l'orge qui germe en premier, ce sera un garçon ; si c'est le blé ce sera une fille ; s'ils ne germent pas, elle n'enfantera pas. »
 En sorte, un test de grossesse antique.
Mais, pour qu’un raisonnement médical puisse être élaboré, il fallait que les médecins se débarrassent de l’idée que la grossesse est due à l’intervention de puissances surnaturelles, dieux ou démons. Dans des papyrus égyptiens on trouve, au milieu de formules conjuratoires, de conceptions mythiques et de superstitions, une tentative de rationalisation :
- un des papyri Kahun, datés de la XIIe dynastie, est un précis de gynécologie et mentionne une maladie qui dévore les tissus (le cancer) ;
- les médecins égyptiens avaient remarqué l'action bénéfique du miel en gynécologie ;
- au -XIVe siècle, on fabriquait des condoms avec des vessies d'animaux comme moyen de contrôle des naissances.

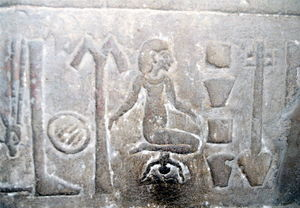
Bas-relief d'un accouchement en Égypte Antique.

Pour accoucher, les femmes s'accroupissent sur quatre briques rituelles, les Meskhenet et laissent les sages femmes procéder à l'accouchement. Le placenta est conservé pour fabriquer des remèdes médicaux. Les femmes sont ensuite éloignées quatorze jours pour se purifier, car elles sont souillées de leur sang et donc impures. Elles reviendront ensuite voir leur enfant.